# Фариньяс Эрнандес, Гильермо
Гильермо Фариньяс Эрнандес, прозвище «El Coco» (исп. Guillermo Fariñas Hernández, род. 3 января 1962, Санта-Клара) — кубинский психолог, независимый журналист и диссидент, борец с цензурой, лауреат премии имени Андрея Сахарова.
Он провел 23 голодовки на протяжении многих лет в знак протеста против действий кубинского правительства. 11,5 лет Фариньяс просидел в кубинских тюрьмах.

## Биография
Родители Фариньяса были революционерами, а его отец воевал вместе с Че Геварой в Конго. Сам Гильермо учился в СССР в Тамбовском военном училище и служил в кубинской армии (в том числе участвовал в войне за независимость Анголы). Был членом кубинского комсомола. В существующем режиме окончательно разочаровался в 1989 году после ареста и казни генерала Арнальдо Очоа. С тех пор находится в оппозиции к правительству Кастро и провёл в тюрьме 11,5 лет.

## Политическая деятельность
Фариньяс возглавляет независимое информационное агентство «Кубанакан Пресс». Он известен тем, что неоднократно объявлял голодовки в знак протеста против политики цензуры на Кубе. В частности, Фариньяс требовал не ограничивать его доступ к сети интернет.
После смерти в процессе политической голодовки диссидента Орландо Сапата Тамайо 23 февраля 2010 года, Фариньяс 25 февраля объявил голодовку с требованием освобождения больных политзаключённых на Кубе.
12 марта 2010 года по требованию оппозиционной «Кубинской комиссии по правам человека» Фариньяс был помещён в реанимацию.
По состоянию на 4 июля находился в крайне тяжёлом состоянии на грани смерти. В случае смерти Фариньяса голодовку готов был продолжить один из лидеров кубинской оппозиции Феликс Бонне Каракос.
Однако 7 июля 2010 года, по сообщению кубинской католической церкви, власти согласились освободить 52 заключённых-оппозиционера и разрешили им покинуть страну. 8 июля Фариньяс прекратил голодовку. Международное французское радио сравнило события на Кубе с ситуацией в СССР в середине 1980-х годов, а самого Фариньяса — с советским диссидентом Анатолием Марченко, объявившим в 1986 году голодовку с требованием освобождения политзаключённых и умершим в Чистопольской тюрьме.

## Награды
В 2006 году Фариньяс стал лауреатом премии Cyber-freedom prize, присуждаемой организацией Репортёры без границ, а в октябре 2010 года — лауреатом премии имени Сахарова, учреждённой Европарламентом. На премию имени Сахарова Фариньяс, как написано в сообщении о присуждении премии, был выдвинут «от имени всех кубинских правозащитников».

## Критика
По словам главы Кубы Рауля Кастро, Фариньяс — преступник, который ранее отбывал наказание «за уголовные преступления, в том числе за нападение и нанесение увечий женщине-директору больницы, которой он угрожал смертью, и затем — пожилому человеку…, которому (затем) пришлось удалить селезенку». Фариньясу во время голодовки оказывалась необходимая медицинская помощь.